# 麻雀山
麻雀山（1935年—1999年称为列宁山），位于俄罗斯莫斯科市的西南处，地处莫斯科河南岸，同时它也是莫斯科市的制高点，最高处海拔高度为220米。
其靠近莫斯科河一侧的山坡为茂密的森林所覆盖的峭壁，平均高出河平面60-70米。其中有一处著名的观景台，位于河平面至上85米处（海拔高度约为200米），能够俯瞰部分莫斯科市区的市景，其中包括著名的卢日尼基体育场和乌克兰酒店。而在离开观景台的不远处，则是卢日尼基铁路桥。而观景台也正对莫斯科大学大门。
麻雀山，得名于1451年以牧师 Vorobey（意为麻雀）命名的一个村庄。而在1924年至1991年期间，为了纪念列宁而一度更名为列宁山。
1949年至1953年，在麻雀山上建造了莫斯科大学主楼以及观景台等建筑。而今的观景台成为了莫斯科观光的知名景点之一。此外，山上还修建有基督教教堂三位一体教堂。
在1958年，为了配合莫斯科地铁的建造，修建了穿越麻雀山以及架设于莫斯科河上的“卢日尼基铁路桥”，铁路桥上则是地铁车站之一的“列宁山站”（如今叫“麻雀山站”）。其毗邻共青团大道，观景台，莫斯科大学主楼等建筑。
麻雀山上拥有一座滑雪跳台（建于1953年）。并且经常在山上举办各种山地自行车和赛车比赛。